# Маллах, Махлага
Махлага Маллах (перс. مه‌لقا ملاح‎, 1917, Каджарская Персия — 8 ноября 2021, Тегеран) — иранская активистка-эколог и библиотекарь, основавшая Женское общество против загрязнения окружающей среды. Её называли «Матерью окружающей среды Ирана».

## Ранние годы
Маллах родилась 21 сентября 1917 года в караван-сарае недалеко от Ноу-Канде, когда её родители совершали паломничество в Мешхед. Её мать Хадидже Афзал Вазири и бабушка Биби-ханум Астрабади были борцами за права женщин в Иране. Её отец, Агабзорг Маллах, работал на правительство и жил в разных городах. В 17 лет Маллах вышла замуж за Хоссейна Абольхасани.

## Образование и карьера
После изучения философии, социальных наук и социологии в Тегеранском университете Маллах в 1958 году получила степень магистра социальных наук. В 1966 году она переехала в Париж, чтобы получить степень доктора философии в Сорбонне, которую окончила в 1968 году. Во время своего пребывания в Париже она также изучала библиотечное дело в Национальной библиотеке Франции.
После окончания учебы Маллах вернулась в Иран и начала работать библиотекарем в библиотеке Исследовательского института психологии Тегеранского университета. Только после того, как она ушла из библиотеки, Маллах и её муж начали свою экологическую кампанию.

## Деятельность по защите окружающей среды
Интерес Маллах к экологической активности поощрялся в детстве, поскольку её мать, Хадидже Афзал Вазири, тоже была защитницей природы. Однако её интерес возрос, когда она работала библиотекарем и в 1973 году прочитала книгу о загрязнении, чтобы понять, как её каталогизировать.
После того, как Маллах вышла на пенсию в 1977 году, она начала работу по исследованию загрязнения в Тегеране, начав с посещения домов и общения с людьми, чтобы поговорить с ними о загрязнении и других экологических проблемах. Она основала организацию «Женское общество против загрязнения окружающей среды», которая была первой неправительственной экологической организацией в Иране. Она была основана в 1993 году и зарегистрирована в Министерстве внутренних дел в 1995 году. Как организация, проводящая кампании, к 2012 году она стала крупнейшей экологической группой в Иране. Она имеет филиалы в 14 иранских городах и позволила более 25 000 семей перерабатывать отходы. В 2011 году это была самая популярная экологическая группа в стране.
В 2009 году Общество опубликовало отчёт под названием «Права на воду» и подчеркнуло настоятельную необходимость сохранения среды обитания водно-болотных угодий в Иране. В том числе это работа в районе Заянде-Руд.

## Награды
- Личность года – «Природное наследие и окружающая среда» (2010)[12]

## Память
В результате своей активности Маллах стала известна как «Мать окружающей среды Ирана». Её называют экофеминисткой, поскольку её взгляды на проблемы окружающей среды подчёркивают, что женщины должны занимать центральное место в любом виде защиты окружающей среды.
В документальном фильме 2015 года «Все мои деревья» режиссёра Рахшан Баниетемад рассказывается история жизни Маллах.
Маллах умерла 8 ноября 2021 года в возрасте 104 лет.